# Las nuevas aventuras de Batman
Las nuevas aventuras de Batman (en inglés: The New Batman Adventures) es una serie de televisión animada que sucedió al éxito televisivo Batman: La serie animada. Fue producida por Warner Bros. Animation y emitida por la cadena The WB como parte de su barra de programación infantil Kids' WB del 13 de septiembre de 1997 al 16 de enero de 1999. Ha habido varios debates relacionados con el título de la serie (algunos se refieren a ella como "Batman: Caballeros de Gotham City" o "Batman: Gotham Knights"), pero Bruce Timm, su creador, aclaró en numerosas ocasiones que el título oficial es Las nuevas aventuras de Batman. El lanzamiento en DVD tuvo como título "Batman: La serie animada – Volumen 4 (de Las nuevas aventuras de Batman)". Esta serie permaneció inédita en su día en España, por lo que no existió doblaje de ella en español europeo hasta su estreno en Netflix en 2024.
Las historias de esta nueva serie suelen dar más protagonismo a los personajes secundarios de Batman, que incluyen a Robin, Nightwing y Batgirl, entre otros. Además, la serie presenta como invitados a Supergirl, Etrigan y Creeper, personajes que aparecieron más tarde junto a Batman en Liga de la Justicia y Liga de la Justicia Ilimitada.

## La serie
Las nuevas aventuras de Batman fue producida por la Warner Bros. y comenzó casi tres años después que Batman: La serie animada dejó de producirse. Hubo un importante cambio en el estilo de animación debido a cuestiones presupuestarias, y con la intención de hacer que el programa fuera más compatible con Superman: la serie animada; esto último llevó a que ambos programas salieran al aire juntos bajo nombre de Las nuevas aventuras de Batman y Superman. Además, el programa presentaba un cambio en el enfoque respecto de la serie original, centrándose no tanto en Batman como en los diferentes personajes que habitan Gotham City. El dibujo era más fluido, lo que le daba a Batman una apariencia más suave; también se utilizó el símbolo original del murciélago en negro sobre su pecho, sin el óvalo amarillo. La apariencia de los villanos también sería modificada. Por ejemplo, el Joker pasó a tener la piel de un azul pálido, cabello color verde oscuro y ojos negros con pupilas blancas. Otro caso fue el del Pingüino, que fue rediseñado para asemejarse a su diseño clásico y no al personaje interpretado por Danny DeVito en la película Batman Returns de 1992. La mayoría de los personajes recibieron una apariencia más macabra. El tono del programa variaba entre "oscuro y serio" y "suave y encantador", con algunos de los episodios más tenebrosos que se hayan visto en una serie animada ("Over the Edge" presentó la muerte de Batgirl en forma de sueño) y otros más divertidos y livianos.
Pese a que tenía prácticamente el mismo reparto y era supervisada por Bruce Timm y Paul Dini (y, en ocasiones, incluso Dennis O'Neil, Mike Manley y otros historietistas), la serie no fue tan bien recibida por los fanes y los críticos como Batman: La serie animada. Las nuevas aventuras de Batman tuvo varios episodios memorables; el más famoso quizá sea la adaptación del cómic Batman Adventures titulado "Mad Love", que presentó el origen de Harley Quinn y la dinámica de su relación con el Joker. "Legends of the Dark Knight" mostró a tres chicos contando historias de Batman: uno al estilo de las historias de los años 50/60 y otra, una adaptación casi al pie de la letra de una escena de Batman: el regreso del señor de la noche. Otros episodios incluyeron "Over the Edge" (ya mencionado), "Old Wounds" (llenando el salto entre la primera serie y esta, y contando la marcha del primer Robin), "Joker's Millions" (una adaptación de una historia clásica de los años 50 originariamente dibujada por Dick Sprang y tal vez escrita por Bill Finger) y "Growing Pains".

## Controversia
Un motivo de controversia que rodeó a la serie fue la supuesta relación romántica (fuera de pantalla) entre Batman y Batichica/Batgirl que fue confirmada en Batman del futuro siendo Barbara y Bruce ancianos ya. Para complicar aún más las cosas, Barbara Gordon y Dick Grayson estuvieron involucrados románticamente antes que Ricardo/Dick se transformara en Nightwing, dando a entender que este es uno de los motivos de su enfrentamiento con Batman. En Batman: el misterio de Batimujer hay una escena donde Barbara llama a Bruno/Bruce, desde la universidad, y le pregunta si encontró alguien más cercano a su edad (tras enterarse de Batimujer/Batwoman).

## Las aventuras de Batman: Los años perdidos
Poco después que Las nuevas aventuras de Batman comenzara a emitirse por Kids' WB, se publicó una miniserie ubicada dentro de la continuidad de la serie. En cinco libros, Hilary Bader, Bo Hampton, Terry Beatty, Lee Loughridge and Tim Harkins explicaron lo ocurrido entre Batman: La serie animada y Las nuevas aventuras de Batman. La miniserie sirvió, además, para unir la serie de cómics "Las aventuras de Batman y Robin", ambientada en el universo del DCAU, (y con el mismo estilo cartoon) y la serie de cómics "Gotham Adventures", situada en el universo de esta última serie.
- Libro uno: Robin (Dick Grayson) expresa su rechazo hacia Batgirl (Barbara Gordon) como combatiente del crimen e intenta evitar que ella continúe haciéndolo. En esta época, Batman descubre que Batgirl es Barbara Gordon. Luego de algún tiempo, Batman llega a la conclusión que Batgirl podrá seguir combatiendo el crimen pero ahora bajo su tutela. Dick se molesta y discute con Bruce sin conseguir que este cambie de parecer.

- Libro dos: Bruce y Dick tienen una discusión muy acalorada el mismo día en que Dick se gradúa, decidiendo abandonar Gotham City. Barbara y el mayordomo/confidente de Bruce, Alfred Pennyworth, tratan de convencerlo de quedarse sin lograrlo. Dick emprende un viaje para mejorar sus habilidades.

- Libro tres: Dick se encuentra con una antigua tribu africana donde aprende una nueva forma de combate. Finalmente, se considera listo para salir de bajo la sombra de Batman y crea una nueva identidad: Nightwing.

- Libro cuatro: Batman y Batgirl luchan contra el crimen codo a codo. Una noche, mientras perseguían el rastro de Dos Caras, Batman salva al joven Tim Drake, hijo de un criminal menor llamado "Shifty" Drake (los escritores de la serie animada caracterizaron a Tim como una mezcla de él mismo y de otro personaje: Jason Todd). Shifty fue asesinado por Dos Caras y Tim juró vengarse. Batman entrenó a Tim como su nuevo Robin, dándole una nueva oportunidad en la vida. Dos Caras fue capturado y Batman tomó a Tim como su nuevo pupilo.

- Libro cinco: Dick viaja al Himalaya para descubrir el secreto del vuelo de una tribu. Durante su estadía allí, queda atrapado bajo una avalancha y es rescatado por uno de los miembros de tribu quien acepta enseñarle el secreto a cambio de que Dick recupere una estatua. Dick regresa a Gotham City y obtiene la estatua (que había sido robada por Ra's al Ghul). Dick vuelve a la Mansión Wayne y descubre su nueva identidad como Nightwing ante Bruce, Barbara, Alfred y Tim.

## Episodios
| Temporada | Temporada | Episodios | Episodios | Emisión original         | Emisión original    |
| Temporada | Temporada | Episodios | Episodios | Primera emisión          | Última emisión      |
| --------- | --------- | --------- | --------- | ------------------------ | ------------------- |
|           | 1         | 13        | 13        | 13 de septiembre de 1997 | 11 de julio de 1998 |
|           | 2         | 11        | 11        | 14 de septiembre de 1998 | 16 de enero de 1999 |

### Primera temporada (1997-98)
| N.º en serie | N.º en temp. | Título                                                                      | Dirigido por    | Escrito por                                                        | Fecha de emisión original | Orden de prod. |
| --- | ------------ | --------------------------------------------------------------------------- | --------------- | ------------------------------------------------------------------ | ------------------------- | -------------- |
| 1 | 1            | «Holiday Knights» «Caballeros en Navidad (LA)» «Caballeros de Navidad (ES)» | Dan Riba        | Paul Dini                                                          | 13 de septiembre de 1997  | 1              |
| Se muestran tres historias de Navidad: 22 de diciembre: Harley Quinn y Hiedra Venenosa/Poison Ivy hipnotizan a Bruno Díaz/Bruce Wayne para que este les compre muchas cosas. 24 de diciembre: Batichica/Batgirl, Harvey Bullock, y Reneé Montoya se enfrentan a Cara de Barro/Clayface sobre una pista de patinaje del centro comercial. 31 de diciembre: El Guasón/The Joker activa un arma sónica junto con sus secuaces Mo, Lar, y Cur, por lo cual Batman y Robin (Tim Drake), deben detenerlos. Villano(s): El Guasón/The Joker, Harley Quinn, Cara de Barro/Clayface y Hiedra Venenosa/Poison Ivy |              |                                                                             |                 |                                                                    |                           |                |
| 2 | 2            | «Sins of the Father» «Los pecados del padre»                                | Curt Geda       | Rich Fogel                                                         | 20 de septiembre de 1997  | 2              |
| Un joven llamado Tim Drake, se encuentra en aprietos con Dos Caras/Two-Face, al saber que su padre tenía problemas con él, por lo cual Batman lo convertirá en su nuevo recluta. Villano(s): Dos Caras/Two-Face |              |                                                                             |                 |                                                                    |                           |                |
| 3 | 3            | «Cold Comfort» «Fría comodidad»                                             | Dan Riba        | Hilary J. Bader                                                    | 11 de octubre de 1997     | 3              |
| Sr. Frío/Mr. Freeze "Hielo" ha regresado y ha empezado a destruir valiosas obras, por lo cual Batman y Batichica/Batgirl se enteraran por qué, mientras Robin cuida a Alfred. Villano(s): Sr. Frío/Mr. Freeze |              |                                                                             |                 |                                                                    |                           |                |
| 4 | 4            | «Never Fear» «Miedo jamás»                                                  | Kenya Hachizaki | Stan Berkowitz                                                     | 1 de noviembre de 1997    | 6              |
| El Espantapájaros/Scarecrow ha creado un gas que remueve el miedo, pero esto hace que las víctimas actúen sin límites, arriesgando sus vidas. Tras infectar a Batman, Robin (Tim Drake) tratará de encargarse solo de esto. Villano(s): Espantapájaros |              |                                                                             |                 |                                                                    |                           |                |
| 5 | 5            | «You Scratch My Back» «Una mano lava a la otra»                             | Butch Lukic     | Hilary J. Bader                                                    | 15 de noviembre de 1997   | 5              |
| Ricardo Tapia/Dick Grayson (ahora Nightwing) tratará de impedir el tráfico de armas de Sudamérica, pero tal vez necesite ayuda. Villano(s): Gatúbela/Catwoman |              |                                                                             |                 |                                                                    |                           |                |
| 6 | 6            | «Double Talk» «El ventrílocuo»                                              | Curt Geda       | Robert Goodman                                                     | 22 de noviembre de 1997   | 4              |
| Arnold Wesker recibe la oportunidad de irse del Manicomio Arkham, por lo cual tratará de olvidarse de Cara Cortada/Scarface. Villano(s): Cara Cortada/Scarface |              |                                                                             |                 |                                                                    |                           |                |
| 7 | 7            | «Joker's Millions» «Los millones del Guasón»                                | Dan Riba        | Paul Dini                                                          | 21 de febrero de 1998     | 7              |
| El Guasón/The Joker recibe mucho dinero de parte de Edward "King" Barlowe, quien ha fallecido, pero luego descubre que el dinero era falso, por lo cual tratará de robar dinero de una embarcación. Villano(s): El Guasón/The Joker, Harley Quinn, El Pingüino/The Penguin, Hiedra Venenosa/Poison Ivy y Edward "King" Barlowe |              |                                                                             |                 |                                                                    |                           |                |
| 8 | 8            | «Growing Pains» «Dolores de crecimiento»                                    | Atsuko Tanaka   | Historia por: Paul Dini & Robert Goodman Guion por: Robert Goodman | 28 de febrero de 1998     | 8              |
| En Ciudad Gótica/Gotham City, aparece una joven llamada Annie, que sufre de amnesia, y un criminal con fuerza sobrehumana, dice ser su padre, por lo cual Robin (Tim Drake) tratará de averiguar que está pasando. Villano(s): Cara de Barro/Clayface Nota: El personaje de Annie está inspirado en el personaje interpretado por Natalie Portman en El perfecto asesino. |              |                                                                             |                 |                                                                    |                           |                |
| 9 | 9            | «Mean Seasons» «La chica del calendario»                                    | Hiroyuki Aoyama | Historia por: Rich Fogel Guion por: Hilary J. Bader                | 25 de abril de 1998       | 13             |
| La Chica del Calendario, una nueva villana de Ciudad Gótica/Gotham City, comienza a secuestrar gente y a dejar como pistas hojas de calendario, por lo cual Batman deberá resolver por qué lo hace y detenerla. Villano(s): Chica del Calendario/Calendar Girl Nota: La Chica del Calendario está inspirada tanto en su accionar como en su nombre en el supervillano El Hombre del Calendario |              |                                                                             |                 |                                                                    |                           |                |
| 10 | 10           | «The Demon Within» «El demonio en el cuerpo»                                | Atsuko Tanaka   | Historia por: Rusti Bjornhöel Guion por: Stan Berkowitz            | 9 de mayo de 1998         | 18             |
| Bruno Díaz/Bruce Wayne le regala una reliquia de la "Era de las Tinieblas" a su amigo Jason Blood en una subasta, haciendo que el joven hechicero Klarion tratará de robar la reliquia de Blood, controlando posteriormente a Etrigan. Villano(s): Klarion y Teekl Nota: En este episodio los personajes de cómics Klarion, Etrigan y Teekl hacen una aparición especial. |              |                                                                             |                 |                                                                    |                           |                |
| 11 | 11           | «Over the Edge» «Al borde»                                                  | Yuichiro Yano   | Paul Dini                                                          | 23 de mayo de 1998        | 12             |
| El Espantapájaros/Scarecrow mata a Batichica/Batgirl, y su padre, el Comisionado Gordon, tras descubrir que se trataba de su hija, culpa a Batman de lo ocurrido, a tal punto, que empieza a tratar de capturarlo, pero como no puede, contrata a Bane. Villano(s): Espantapájaros/Scarecrow y Bane |              |                                                                             |                 |                                                                    |                           |                |
| 12 | 12           | «Torch Song» «Amor ardiente»                                                | Curt Geda       | Rich Fogel                                                         | 13 de junio de 1998       | 10             |
| Un nuevo criminal, llamado Luciérnaga/Firefly, empieza a causar estragos en Ciudad Gótica/Gotham City, por lo cual Batman tratará de detenerlo. Villano(s): Luciérnaga/Firefly |              |                                                                             |                 |                                                                    |                           |                |
| 13 | 13           | «Love is a Croc» «El amor no existe»                                        | Butch Lukic     | Steve Gerber                                                       | 11 de julio de 1998       | 9              |
| Baby Doll saca ilegalmente a Killer Croc/Cocodrilo del Manicomio Arkham, por lo cual terminan convirtiéndose en los nuevos Bonnie y Clyde, y Batman y Batichica/Batgirl tratarán de detenerlos, sobre todo cuando Baby Doll descubre que Croc la está engañando. Villano(s): Killer Croc/Cocodrilo y Baby Doll |              |                                                                             |                 |                                                                    |                           |                |

### Segunda temporada (1998-99)
| N.º en serie | N.º en temp. | Título                                                      | Dirigido por | Escrito por                                                         | Fecha de emisión original | Orden de prod. |
| --- | ------------ | ----------------------------------------------------------- | ------------ | ------------------------------------------------------------------- | ------------------------- | -------------- |
| 14 | 1            | «The Ultimate Thrill» «La mayor emoción»                    | Dan Riba     | Hilary J. Bader                                                     | 14 de septiembre de 1998  | 11             |
| Una nueva villana arriesgada, llamada Roxy Rocket, empieza a asaltar distintos lugares de Ciudad Gótica/Gotham City, y empieza a causarle problemas a El Pingüino/The Penguin. Villano(s): El Pingüino/The Penguin y Roxy Rocket |              |                                                             |              |                                                                     |                           |                |
| 15 | 2            | «Critters» «Animales»                                       | Dan Riba     | Historia por: Steve Gerber Guion por: Joe R. Lansdale               | 18 de septiembre de 1998  | 14             |
| El Granjero Brown, buscando venganza sobre Ciudad Gótica/Gotham City, empieza a mutar animales, que empiezan a alborotar la ciudad, por lo cual Batman, Robin (Tim Drake), y Batichica/Batgirl tratarán de derrotarlo a él, a su hija, y de rescatar a Harvey Bullock. Villano(s): Granjero Brown |              |                                                             |              |                                                                     |                           |                |
| 16 | 3            | «Cult of the Cat» «La secta del Gato»                       | Butch Lukic  | Historia por: Paul Dini & Stan Berkowitz Guion por: Stan Berkowitz  | 19 de septiembre de 1998  | 15             |
| Gatúbela/Catwoman le pide ayuda a Batman cuando una secta que venera a los gatos comienza a perseguirla por haberles robado una estatua felina. Villano(s): Catman |              |                                                             |              |                                                                     |                           |                |
| 17 | 4            | «Animal Act» «Acto de animales»                             | Curt Geda    | Hilary J. Bader                                                     | 26 de septiembre de 1998  | 16             |
| El Sombrerero Loco/Mad Hatter empieza a utilizar animales del circo donde trabajaba la familia de Ricardo Tapia/Dick Grayson, para realizar sus crímenes. Por lo que Batman y Nightwing irán a investigar. Villano(s): Sombrerero Loco/Mad Hatter |              |                                                             |              |                                                                     |                           |                |
| 18 | 5            | «Old Wounds» «Viejas heridas»                               | Curt Geda    | Rich Fogel                                                          | 3 de octubre de 1998      | 17             |
| Se narra la historia de Ricardo Tapia/Dick Grayson, sobre como se convirtió en Nightwing. Villano(s): El Guasón/The Joker |              |                                                             |              |                                                                     |                           |                |
| 19 | 6            | «Legends of the Dark Knight» «Leyendas del caballero negro» | Dan Riba     | Historia por: Robert Goodman & Bruce Timm Guion por: Robert Goodman | 10 de octubre de 1998     | 19             |
| Tres niños, Matt, Carrie, y Nick; cuentan historias del Caballero Oscuro: Historia 1: El El Guasón/The Joker roba el museo de música donde trabaja el tío de Matt, por lo cual Robin y Batman van a detenerlo. Historia 2: Una Robin chica y un Batman anciano lucha contra los Mutantes de Ciudad Gótica. Tras contar las historias, se terminan metiendo en un teatro abandonado, donde se encuentran con Luciérnaga/Firefly, quien hace que Batman deba salvar el día. Villano(s): El Guasón/The Joker, Mutantes y Luciérnaga/Firefly Nota 1: La primera historia es dibujada por James Tucker en el estilo de Dick Sprang haciendo homenaje a la época dorada de los cómics de las décadas 1940-1950. Nota 2: La segunda historia es una adaptación total del primer arco de Batman: The Dark Knight Returns de Frank Miller, narrado por Darwyn Cooke. |              |                                                             |              |                                                                     |                           |                |
| 20 | 7            | «Girl's Night Out» «La noche de las chicas»                 | Curt Geda    | Hilary J. Bader                                                     | 17 de octubre de 1998     | 20             |
| Durante su traslado al Manicomio Arkham, Alto Voltaje/Livewire escapa de su camión celda y se alía con Hiedra Venenosa/Poison Ivy y con Harley Quinn. Como Batman no se encuentra en Ciudad Gótica/Gotham City y Superman no se encuentra en Metrópolis, Superchica/Supergirl y Batichica/Batgirl tendrán que salvar el día. Villano(s): Hiedra Venenosa/Poison Ivy, Harley Quinn, Alto Voltaje/Livewire y El Pingüino/The Penguin Nota: En este episodio hacen una aparición especial Superchica/Supergirl y Alto Voltaje/Livewire. |              |                                                             |              |                                                                     |                           |                |
| 21 | 8            | «Chemistry» «Química»                                       | Butch Lukic  | Stan Berkowitz                                                      | 24 de octubre de 1998     | 22             |
| Una mujer llamada Susan, hace que Bruno Díaz/Bruce Wayne se enamore de ella en la boda de su amigo Michael. Esto hará que Bruno/Bruce empiece a tener problemas en su lucha contra el crimen y con su identidad secreta. Villano(s): Hiedra Venenosa/Poison Ivy |              |                                                             |              |                                                                     |                           |                |
| 22 | 9            | «Judgment Day» «El día del juicio»                          | Curt Geda    | Rich Fogel & Alan Burnett                                           | 31 de octubre de 1998     | 24             |
| Un misterioso justiciero, llamado "El Juez", empieza a hacer justicia en Ciudad Gótica. Al vencer a El Pingüino/The Penguin, a Killer Croc/Cocodrilo, y a El Acertijo/Enigma/Riddler, Batman empieza a preocuparse sobre que le pasará a Two Face/Dos Caras, quien es el siguiente acusado. Villano(s): Dos Caras/Two-Face/"El Juez", Killer Croc/Cocodrilo, El Acertijo/Enigma/Riddler y El Pingüino |              |                                                             |              |                                                                     |                           |                |
| 23 | 10           | «Beware the Creeper» «Cuidado con Creeper»                  | Dan Riba     | Historia por: Rich Fogel Guion por: Steve Gerber                    | 7 de noviembre de 1998    | 23             |
| Durante un documental de Jack Ryder sobre El Guasón/The Joker, el mismísimo Guasón/Joker asalta al programa y empuja a Ryder a los químicos que lo convirtieron en lo que es, haciendo que Ryder se transforme en el heroico pero demente Creeper, y que se enamore de Harley Quinn, quien va a celebrar el aniversario número 7 del Guasón/Joker, dándole la noche libre a Mo, Lar, y Cur. Villano(s): El Guasón/The Joker y Harley Quinn Nota: Creeper hace una aparición especial en este episodio. |              |                                                             |              |                                                                     |                           |                |
| 24 | 11           | «Mad Love» «Loco amor»                                      | Butch Lukic  | Historia por: Paul Dini & Bruce Timm Guion por: Paul Dini           | 16 de enero de 1999       | 21             |
| Harley Quinn recuerda como conoció a El Guasón/The Joker, por lo cual decide capturar a Batman y matarlo para que El Guasón/The Joker la ame. Villano(s): El Guasón/The Joker y Harley Quinn Nota: En este episodio está basada en la novela gráfica Batman: Amor loco escrita por Paul Dini y Bruce Timm en 1994. |              |                                                             |              |                                                                     |                           |                |

## Reparto

### Personajes principales
| Actor                | Papel                    |
| -------------------- | ------------------------ |
| Kevin Conroy         | Bruce Wayne / Batman     |
| Mathew Valencia      | Tim Drake / Robin        |
| Tara Charendoff      | Barbara Gordon / Batgirl |
| Loren Lester         | Dick Grayson / Nightwing |
| Efrem Zimbalist, Jr. | Alfred Pennyworth        |
| Bob Hastings         | Comisionado Gordon       |
| Robert Costanzo      | Detective Harvey Bullock |

### Personajes secundarios
| Actor         | Papel                                              |
| ------------- | -------------------------------------------------- |
| Jeff Bennett  | Jack Ryder / Creeper                               |
| Billy Zane    | Jason Blood / Etrigan                              |
| Nicholle Tom  | Supergirl (invitada de Superman: La serie animada) |
| Mel Winkler   | Lucius Fox                                         |
| Lloyd Bochner | Alcalde Hamilton Hill                              |
| Ingrid Oliu   | Renée Montoya                                      |

### Villanos frecuentes
| Actor               | Papel                                                     |
| ------------------- | --------------------------------------------------------- |
| Mark Hamill         | Jack Napier/Joker                                         |
| Arleen Sorkin       | Dra. Harleen Quinzel / Harley Quinn                       |
| Ron Perlman         | Matt Hagen / Cara de Barro                                |
| Michael Ansara      | Victor Fries / Sr. Frío                                   |
| Paul Williams       | Oswald Cobblepot / El Pingüino                            |
| Diane Pershing      | Dra. Pamela Isley / Hiedra Venenosa                       |
| John Glover         | Edward Nygma / El Acertijo                                |
| Jeffrey Combs       | Jonathan Crane / Espantapájaros                           |
| Richard Moll        | Harvey Dent / Dos Caras                                   |
| George Dzundza      | Arnold Wesker / Ventrílocuo / Scarface                    |
| Adrienne Barbeau    | Selina Kyle / Catwoman                                    |
| Roddy McDowall      | Dr. Jervis Tetch / Sombrerero Loco                        |
| Henry Silva         | Bane                                                      |
| Brooks Gardner      | Killer Croc                                               |
| Mark Rolston        | Luciérnaga                                                |
| Laraine Newman      | Baby Doll                                                 |
| Charity James       | Roxy Rocket                                               |
| Sela Ward           | Calendar Girl                                             |
| Stephen Wolfe Smith | Klarion el Chico Brujo                                    |
| Lori Petty          | Livewire (villana invitada de Superman: La serie animada) |

## Películas basadas en la serie
- Batman: El misterio de Batimujer, película animada de 2003 dirigida por Curt Geda, con guion de Alan Burnett y Michael Reaves.
- Batman y Harley Quinn, película animada de 2017 dirigida por Sam Liu, con guion de Bruce Timm y Jim Krieg.